# Thierstein (Niemcy)
Thierstein – gmina targowa w Niemczech, w kraju związkowym Bawaria, w rejencji Górna Frankonia, w regionie Oberfranken-Ost, w powiecie Wunsiedel im Fichtelgebirge, wchodzi w skład wspólnoty administracyjnej Thiersheim. Leży w Smreczanach, przy autostradzie A93 (zjazd 10) i linii kolejowej Selb – Marktredwitz.
Gmina położona jest 11 km na południowy wschód od Wunsiedel, 26 km na południowy wschód od Hof i 60 km na południowy zachód od Karlowych Warów.

## Dzielnice
W skład gminy wchodzi 15 dzielnic:
| - Birkenbühl - Dangesbühl - Hafendeck - Hendelhammer - Hohenmühle - Kaiserhammer - Neudürrlas - Öchslersmühle | - Pfannenstiel - Schlößlein - Schwarzenhammer - Schwarzteich - Thierstein - Wäschteich - Ziegelhütte |